# Opel 4,2 Liter
Der Opel 4,2 Liter oder Opel 16/60 PS war ein Pkw der Oberklasse, den die Adam Opel AG nur im Jahre 1929 als Nachfolger des Modells 15/60 PS baute.
Anfang 1929 stellte Opel den 3,7 Liter als Nachfolger des 12/50 PS vor und gleichzeitig den 4,2 Liter als Nachfolger des größeren Schwestermodells 15/60 PS.
Der Motor des 4,2 Liter war wieder ein seitengesteuerter Sechszylinder-Reihenmotor, allerdings mit auf 4181 cm³ vergrößertem Hubraum. Die Leistung blieb mit 60 PS (44 kW) bei 2800/min. gleich. Die Motorleistung wurde über eine Mehrscheibenkupplung, ein manuelles Dreiganggetriebe, eine Kardanwelle und ein Differential an die Hinterräder weitergeleitet.
Der 4,2 Liter hatte, wie sein Vorgänger, einen Leiterrahmen aus Stahl-U-Profilen, an dem zwei Starrachsen an Längsblattfedern (vorne halbelliptisch, hinten viertelelliptisch) hingen und mit Stoßdämpfern versehen waren. Alle vier Räder hatten Trommelbremsen.
Auch der 4,2 Liter war als Tourenwagen, Pullman-Limousine oder Kombi erhältlich. Es kamen aber noch die Versionen viersitziges Cabriolet und zweisitziger Roadster hinzu.
Ende 1929 wurde die Fertigung nach nur 39 Exemplaren eingestellt. Nachfolger war der erst 1937 aufgelegte Admiral.